# 玩具总动员之惊魂夜
《玩具总动员之惊魂夜》（英語：Toy Story of Terror!）是玩具總動員系列的一部长度为21分钟的计算机动画万圣节电视特辑，由皮克斯动画工作室和迪士尼电视动画公司制作，由华特迪士尼影片发行，该剧以《玩具總動員3》为背景，2013年10月16日在ABC首播。
这部电影讲述邦妮跟随妈妈行驶在漫长的公路上，突然，汽车爆胎，邦妮母女在汽车旅馆歇脚，等待救援。夜深人静，玩具们纷纷外出探险，之后却发现蛋头先生不见了踪影。胡迪他们分头寻找，然而在这一过程中，伙伴们一个个离奇消失，其他人开始寻找他……